# 파이어 OS
아마존 파이어 OS(Amazon Fire OS)는 파이어 폰과 킨들 파이어 계열의 태블릿, 에코(Echo), 에코 닷(Echo Dot), 또 파이어 TV와 같은 기타 콘텐츠 배급 장치를 대상으로 아마존닷컴이 개발한 안드로이드 기반 모바일 운영 체제이다. 태블릿 버전의 킨들 전자책 단말기들은 파이어 계열에 속한다. 이는 안드로이드로부터 분기된 것이다. 파이어 OS는 주로 사용자 맞춤식 사용자 인터페이스 및 아마존 자체 상점 및 서비스에서 이용 가능한 콘텐츠와 상당 부분 연계한 콘텐츠 소비에 핵심을 두고 있다.
킨들 파이어가 특히 2.3.3 (API 레벨 10) (킨들 파이어) 및 4.0.3 (AP 레벨 15) (파이어 HD)에서 안드로이드의 맞춤식 배포판을 무조건 사용해 온 반면, 아마존은 파이어 HD 2세대와 파이어 HDX 모델을 포함하는 킨들 파이어 태블릿의 3번째 판부터 해당 배포판을 파이어 OS로 이야기하기 시작했다. 운영 체제가 안드로이드로 언급되는 과거의 킨들 파이어 모델과 달리 파이어 HDX "파이어 OS 3.0" 운영 체제는 안드로이드와 "호환"된다고 언급된다. 파이어 OS 3는 안드로이드 4.2.2 (API 레벨 17)에서 분기되었다. 파이어 HD(3세대)와 파이어 HDX(2세대) 태블릿에서 파이어 OS 4는 안드로이드 4.4.2 (API 레벨 19)에서 분기되었다. 파이어 OS 4.5.1은 안드로이드 4.4.3에 기반을 두고 있다. 파이어 OS 5.0은 안드로이드 5.0 (API 레벨 22)에 기반을 두고 있다.

## 파이어 OS 버전 목록
파이어 OS의 릴리스들은 안드로이드 코드베이스 버전을 기반으로 두고 시간 순서대로 정렬, 분류된다.
Android 2.3 Gingerbread
6.3.1
6.3.2 – 장기간 영화 렌탈. 아마존 클라우드 동기화.
6.3.4 – 최신판 - 킨들 파이어 (2011)
Android 4.0 Ice Cream Sandwich
7.5.1 – 최신판 - 킨들 파이어 HD 7" (2012)
8.5.1 – 최신판 - 킨들 파이어 HD 8.9" (2012)
10.5.1 – 최신판 - 킨들 파이어 (2012).
Android 4.1 Jelly Bean
3.2.8 – 파이어 HDX의 롤백 포인트 (2013).
3.5.0 – 파이어 폰 지원 도입. 안드로이드 4.2.2 코드베이스.
3.5.1 – 파이어 폰 유지보수판.
Android 4.4 KitKat
4.1.1
4.5.5.1
4.5.5.2 – 2013년에 출시된 태블릿을 위한 최신판.
4.6.6.0 – 파이어 폰
4.6.6.1 – 파이어 폰용 최신판.
Android 5 Lollipop
5.0 (Bellini)
5.0.5.1 – 파이어 TV 도입.
5.0.1
5.1.1
5.1.2 (루팅 가능)
5.1.2.1
5.1.4
5.2.1.0 – 파이어 TV 장치.
5.2.1.1
5.2.1.2 – 최신판 - 1세대 파이어 TV 장치.
5.2.4.0 – 최신판 - 2세대 파이어 TV 장치.
5.3.1.0 – 최신판 - 2014, 2015년 출시된 태블릿. (루팅 가능)
5.3.1.1 – 최신판 - 태블릿 (2016년 8월)
5.3.2.0 – 최신판 - 2016년 11월
5.3.2.1 – 최신판 - 2016년 12월
5.3.3.0 – 최신판 - 2017년 3월
5.4.0.0 – 최신판 - 2017년 6월

## 파이어 OS 기기 목록
- 킨들 파이어
  - 파이어 HD
  - 파이어 HDX
- 아마존 파이어 TV
  - 파이어 TV 스틱
- 파이어 폰

## 같이 보기
- 타이젠
- 세일피시 OS
- 블랙베리 10